# Ben Pon (1904-1968)
Bernardus Marinus (Ben) Pon (Amersfoort, 27 april 1904 - Amsterdam, 15 mei 1968) was een Nederlandse importeur van auto's. 
Ben Pon was de zoon van Mijndert Pon die in 1895 het latere familiebedrijf startte. Mijndert richtte zich aanvankelijk op fietsen en naaimachines maar begon vanaf 1920 auto's te importeren.
Ben Pon slaagde erin vlak na de Tweede Wereldoorlog Volkswagens in Nederland te verkopen. Hij bestelde zes 'Kevers' in de Duitse fabriek in Wolfsburg. Het was ook Ben Pon die de Kever probeerde te promoten in de Verenigde Staten - maar zonder succes. Hij maakte ook de eerste schetsjes voor een VW-bestelwagen beter bekend als de 'Spijlbus'. Deze maakte hij tijdens zijn bezoek aan de VW-fabriek in april 1947. Daar zag hij een transportwagen op basis van de Kever, die echter alleen in de fabriek wat vervoerklussen deed.
Zijn zoon, ook Ben Pon geheten, werd een bekend coureur.

## Tijdlijn
- 1931: Oprichting Pon’s Automobielhandel door Ben en zijn broer Wijnand Pon
- 1936: Importeurschap Continental AG en Federal
- 1947: Importeurschap Volkswagen voor Nederland
- 1948: Importeurschap Porsche voor Nederland
- 1951: Verhuizing naar Arnhemseweg in Amersfoort